# 전국창조경제혁신센터협의회
전국창조경제혁신센터협의회(全國創造經濟革新센터協議會)는 대한민국의 19개 창조경제혁신센터의 협의체이다. 정부 주도형 창조경제혁신센터 17개소의 센터장과 민간 자율형으로 포스코그룹에서 지원하는 포항창조경제혁신센터의 센터장 그리고 한국전력에서 지원하는 빛가람창조경제혁신센터장 등 총 19명으로 구성된 협의회는 매달 1회씩 정기적인 회의를 개최한다.

## 관련 규정
- 창조경제 민관협의회 등의 설치 및 운영에 관한 규정

## 주요 업무
- 전국 창조경제혁신센터 지원 업무

- 전국단위 협의회 운영
- 창조경제혁신센터간 공동 협력사업 기획 및 운영
- 대외 유관기관 협력사업 추진

## 구성
| - 서울창조경제혁신센터 - 인천창조경제혁신센터 - 경기창조경제혁신센터 | - 강원창조경제혁신센터 | - 세종창조경제혁신센터 - 충북창조경제혁신센터 - 대전창조경제혁신센터 - 충남창조경제혁신센터 | - 전북창조경제혁신센터 - 광주창조경제혁신센터 - 전남창조경제혁신센터 | - 대구창조경제혁신센터 - 경북창조경제혁신센터 - 포항창조경제혁신센터 - 부산창조경제혁신센터 - 울산창조경제혁신센터 - 경남창조경제혁신센터 | - 제주창조경제혁신센터 |

## 사건·사고 및 논란

### 안철수 전 국민의당 상임공동대표의 동물원 발언 논란
2016년 9월 3일 독일에서 열린 국제가전전시회(IFA) 현장을 방문한 안철수 전 국민의당 상임공동대표가 "박근혜 정부가 17개 시·도에 창조경제혁신센터를 설립하고 특정 대기업에 독점 권한을 줘 한국 경제의 병폐인 '동물원' 구조를 깰 수 있는 기회를 놓쳤다"고 말했다.
2016년 9월 6일 전국창조경제혁신센터협의회장을 맡고 있는 김선일 대구창조경제혁신센터장은 안철수 전 대표의 발언에 대해 “전국 17개 시도에서 ‘창업을 위해, 혁신을 위해, 미래를 위해’ 모든 힘을 쏟아 붓고 있는 1199개 창업 기업을 모독한 것”이라며 “과연 젊은 벤처기업인, 스타트업 기업인들이 주는 먹이만 받아먹는 동물원의 동물이라고 생각하는 지 안철수 의원에게 묻고 싶다”고 말했다. 이어 “국가의 성장동력으로서, 젊은이들의 희망의 상징으로서 국내외에서 창조경제를 주목하고 있는 상황에서 국회의원이 그것도 해외에서 창조경제혁신센터를 동물원에 비유한 것은 이해 부족에서 비롯된 것인지, 다른 의도가 있는 것인지 묻고 싶다”고 비판했다.
같은 날 민경욱 새누리당 의원도 국회의원회관에서 열린 '창조경제 지속발전을 위한 정책토론회'에서 "대기업에 의한 불법·불공정 거래로 인한 침해 사례가 확인된 바 없다"면서 "단지 비판을 위한 비판이 있어서는 안 된다"고 지적했다.
2016년 9월 7일 새누리당 송희경 의원이 공식 기자 회견을 열고 안철수 의원의 발언에 유감을 표한 뒤 “창조경제혁신센터는 동물원이 아니라 과수원”이라고 반박했다. 송희경 의원은 “지난 1~2년간 창조경제혁신센터를 통해 2800여개의 보육 기업이 육성됐다”면서 “창조경제혁신센터는 혁신을 기대하는 수많은 분들이 모여 싹과 열매를 키우기 위해 척박한 땅에 곡괭이질을 하고 있는 거룩한 삶의 현장”이라고 설명했다. 이어 “그 열매는 특정 대기업, 소수의 독식을 위해서가 아니라 지역 생태계와 대한민국 전체의 풍요, 나아가 빛나는 대한민국을 만들기 위함”이라며 “이는 정치인들이 정치적으로 재단할 공간이 아니다”고 강조했다.
같은 날 새누리당 이정현 대표는 서울창조경제혁신센터를 방문한 자리에서 안철수 전 대표의 발언을 “정치인들이 정치적으로 하는 말”이라고 규정했다. 그러면서 “그분(안철수 전 대표)은 누구보다도 창조나 과학을 잘 이해하는 정치인이지 않냐”며 “그분이 잠깐 본인의 최고 전공을 잊으신 것 같다”고 말했다.

## 같이 보기
- 민관합동창조경제추진단
- 한국크라우드펀딩기업협의회
- 한국데이터산업협의회
- 벤처기업협회
- 한국벤처캐피탈협회